# Kirchhain
Kirchhain település Németországban, Hessen tartományban. Lakosainak száma 16 578 fő (2023. december 31.). Kirchhain Amöneburg és Ebsdorfergrund községekkel határos.

## Népesség
A település népességének változása:
| Lakosok száma | 16 297 | 16 298 | 16 246 | 16 462 | 16 578 |
|               | 2017   | 2019   | 2021   | 2022   | 2023   |